# Grégoire de Rostrenen
Grégoire de Rostrenen, né vers 1667 et mort en 1750, est un religieux breton de l'ordre des Capucins qui fut prédicateur et lexicographe breton, probablement originaire de la paroisse de Perret, près de Rostrenen, dans le centre Bretagne (Kreiz Breizh) . Il est l'auteur d'un dictionnaire bilingue français/breton, d'une grammaire bretonne destinée aux francophones et d'un recueil de cantiques spirituels.

## Biographie
On ne sait précisément où et quand il naquit car on ignore son nom véritable. D'après son dictionnaire, on peut penser que Tanguy était son nom de baptême et Grégoire, son nom de religion. Il est peut-être né en 1667 à Perret, une commune qui faisait alors partie du diocèse de Vannes.
Le père Grégoire entre dans l'ordre franciscain des Capucins en 1691. Douze mois plus tard, il est au couvent du Croisic. Il est ordonné prêtre en 1702 en la cathédrale de Saint-Malo. Il devient un prédicateur renommé. En 1705, il prononce le sermon de carême à Saint-Pol-de-Léon. En 1723, il vit au couvent de Quimperlé et en 1730 dans celui de Morlaix.
Le père Grégoire meurt à Roscoff en 1750, d'après l'archiviste des pères capucins de Paris.
Son dictionnaire fut édité en 1732 à Rennes aux frais du Parlement de Bretagne. Il a été réédité avec quelques corrections d'éditeur en 1834. Il déclare dans la préface de sa grammaire française-celtique que la publication de certaines expressions populaires et de proverbes dans cet ouvrage lui a valu maints adversaires.
Il est également l'auteur d'un recueil de cantiques de mission intitulé An exerciçou spirituel euz ar vuez christen evit servichout er Mission.
Ses remarques sur le barde Guinclan, contenues dans son dictionnaire, ont permis la découverte d'un des plus anciens manuscrits bretons, un livre prophétique du XVe siècle évoquant le roi Arthur.

## Ouvrages
- Dictionnaire François-Celtique ou François-breton nécessaire à tous ceux qui veulent apprendre à traduire le françois en celtique ou en language breton, pour prêcher, catéchiser selon les différents dialectes de chaque diocèse, utile et curieux pour s'instruire à fon de la langue bretonne et pour trouver l'étymologie de plusieurs mots françois et bretons de noms propres de villes et de maisons par le P.F. Grégoire de Rostrenen, prêtre et prédicateur capucin, Rennes, chez Julien Vatar, 1732, 978 p. in-4 ; seconde édition: B. Jollivet, Guingamp, 1834, 2 tomes, in-8, XXIV-468 pages et 432 pages.
- Grammaire françoise-celtique, ou françoise-bretonne, qui contient tout ce qui nécessaire pour apprendre par les règles la langue celtique ou bretonne, Rennes, chez Lucien Vatar, 1738; Réédition: Guingamp, 1883; Nouvelle édition par Loeiz Moulleg, Quimper, Al Lanv, 2008.
- An exerciçou spirituel euz ar vuez christen evit servichout er Mission, Brest, R. Malassis, 1712 (et 1715 ?); réédition ibid., 1767